# Station Domblans-Voiteur
Station Domblans-Voiteur is een spoorwegstation aan de spoorlijn Besançon - Bourg-en-Bresse. Het ligt in de Franse gemeente Domblans in het departement Jura in de regio Bourgogne-Franche-Comté.

## Ligging
Het station ligt op kilometerpunt 428,500 van de spoorlijn Besançon - Bourg-en-Bresse.

## Diensten
Op het station stoppen treinen van TER Bourgogne-Franche-Comté.